# Historia Mongalorum
L'Historia Mongalorum è un'opera di frate Giovanni da Pian del Carpine redatta in due edizioni.
Al contrario della lettera di frate Guglielmo di Rubruck inviata "all'eccellentissimo e cristianissimo sovrano Luigi" (citazione dal preambolo della lettera stessa), non può essere definito un libro di viaggio, ma è più propriamente un trattato. La sua struttura è rigida e ben delineata: la seconda edizione comprende 9 capitoli, di cui il nono aggiunto proprio in quest'ultima.

## Storia e tematiche
La prima stesura del testo fu eseguita da frate Giovanni durante il viaggio verso Karakorum e al ritorno, per poi venir revisionata durante un lungo periodo di soggiorno a Roma. La Prima edizione è la trascrizione prima, la seconda edizione è la conseguenza delle integrazioni proprie del soggiorno in Roma.
L'opera nacque come tentativo di rispondere ad una esigenza di carattere più politico che teologico, ovvero viene analizzato al suo interno il popolo mongolo con dettagliate analisi sulla sua forza e sulla sua organizzazione sociale e militare.

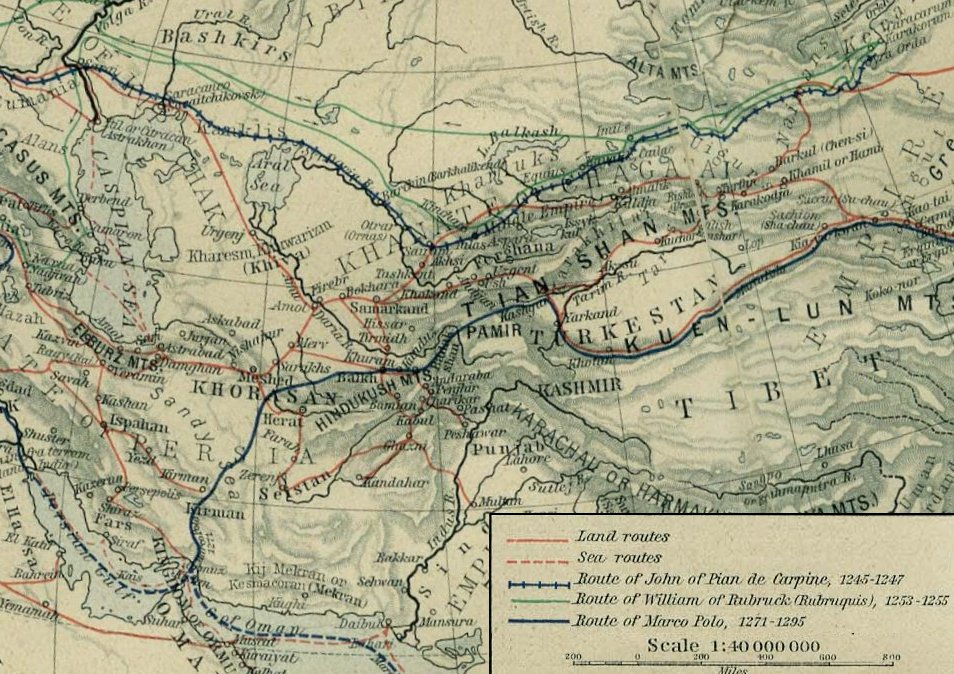
Il viaggio di frate Giovanni indicato in blu scuro.

Frate Giovanni partì nel 1245. Appena quattro anni prima i Mongoli avevano preoccupato l'Europa ed in particolare l'Europa dell'Est: Bela IV, re d'Ungheria dal 1235 al 1270, accusò il Papa di essere uno dei principali responsabili del proprio annientamento (Bela IV chiese aiuto ma non il Papa e nessun altro sovrano si mobilitò per rispondere all'appello).
Nel 1245 Papa Innocenzo IV decise di affrontare la "questione mongola", inviando per tramite di frate Giovanni una lettera al Gran Khan Güyük (Gran Khan dell'impero Mongolo dal 1246 al 1248); la lettera non era accomodante, e la paura che i Tatari (visti dall'Europa cattolica come l'Anticristo) volessero distruggere il vecchio continente sottraendolo al dominio politico e culturale del cristianesimo pervade la missiva indirizzata al Gran Khan.
Da questi timori nascono la missione di frate Giovanni (francescano) e la stesura di un'opera che contiene avvertimenti, considerazioni e riflessioni sul mondo mongolo analizzato sotto numerosi suoi aspetti (essenzialmente riconducibili ad una prospettiva di scontro militare).
A frate Giovanni stava a cuore soprattutto questo tema. Egli sapeva infatti che l'Europa non sarebbe stata in grado di fronteggiare un secondo attacco mongolo (si era salvata dalla prima invasione militare grazie alla morte del Gran Khan che impose a tutti i possibili eredi il ritorno a Karakorum), e quando Guyuk congedò il francescano offrendogli la guida di alcuni ambasciatori mongoli, Giovanni rifiutò immediatamente per diversi motivi, tutti chiaramente elencati nell'Historia Mongalorum: se i Mongoli avessero visto le discordie e le divisioni europee si sarebbero sentiti legittimati a intervenire; approfittando dell'ambasceria i Mongoli avrebbero potuto esplorare il territorio; temeva per l'incolumità degli ambasciatori stessi, perché le nostre genti sono arroganti e superbe. A quel punto sarebbe stata inevitabile l'invasione mongola in Europa.
Il fatto che tutto il trattato sia orientato in funzione bellica è dimostrabile anche in paragrafi che a prima vista non sono correlati alla guerra, ad esempio il primo paragrafo del secondo capitolo, sull'aspetto fisico. Frate Giovanni spiega infatti al Papa come sono esteticamente i Mongoli, non per gusto della descrizione o della completezza, ma perché in caso di guerra si deve essere in grado, nel momento in cui si fanno dei prigionieri, di capire quali tra questi prigionieri sono Mongoli e quali sono invece persone appartenenti a popoli che i Mongoli hanno sottomesso e schiavizzato, obbligandoli ad andare in guerra.
Questo riconoscimento è fondamentale per due motivi: le persone di questi popoli sottomessi farebbero volentieri a meno di combattere per i Mongoli e sono propense a schierarsi con gli eserciti nemici dei Mongoli; ai Mongoli dei prigionieri non Mongoli non interessa, ma se una città riesce a prendere prigioniero qualche mongolo quella può ottenere come riscatto immense ricchezze o, se non si vogliono riscatti, quella città si sarebbe assicurata pace e sicurezza per molto tempo. Questo perché i Mongoli si amano molto l'un l'altro e non si muovono mai per strade che danneggiano un loro compagno.

## Struttura
L'Historia è composta da un prologo lungo e magniloquente, in cui si rivolge ai Cristiani in qualità di destinatari dell'opera, ed è proprio qui che trova spazio la spiegazione della sua missione ufficiale per il Pontefice, compiuta grazie all'aiuto dell'interprete di lingue slave, Benedetto Polono. Lo scopo è quello di dare consigli alla popolazione cattolica per fronteggiare il pericolo mongolo.
La seconda redazione è poi divisa in nove capitoli, ognuno dei quali si apre con un breve sommario di ciò che verrà raccontato all'interno. I primi quattro capitoli sono di natura puramente descrittiva, dedicati, ad esempio, alla descrizione geografica dei territori tartari, delle popolazioni, della religione, delle credenze: i quattro successivi, invece, hanno un contenuto eminentemente politico; si parla di come i Mongoli abbiano costruito il loro impero, delle loro armi, delle genti sottomesse, con riferimenti precisi agli strategemata militari.
Capitolo 1: De terra Tartarorum et situ et qualitate ipsius et dispositione aeris in eadem.
Nel primo capitolo l'autore si sofferma sulla posizione del territorio dei Mongoli, che è posta dove l'Oriente sembra congiungersi a Settentrione, come ricorda Pullè, e la descrizione generale del territorio, che è per la maggior parte montagnoso, inadatto all'agricoltura, a meno che non ci siano canali di irrigazione creati dall'uomo atti a tal fine. Esistono pochissime città, per lo più sono piccole comunità e villaggi sparsi, molto distanziati l'uno dall'altro. Nonostante il terreno sia poco fertile, questo territorio è noto per l'allevamento di bestiame. In estate il clime è temperato, ma in inverno tirano venti gelidi, che nuociono soprattutto a chi cavalca. Le precipitazioni sono scarse in estate, ma in inverno la neve cade abbondante.
Capitolo 2: Forma personarum ab omnibus hominibus aliis est remota.
I Tartari hanno un viso particolare, in quanto i loro occhi sono molto distanziati tra loro, hanno poca peluria sulle guance e gli zigomi sono molto sporgenti. Essi sono molto magri e bassi di statura, con un taglio di capelli che ricorda la “corona” dei sacerdoti, con l'unica differenza che i gli uomini della Mongolia li hanno lunghi come una donna. È loro uso avere più mogli, quante ne possono mantenere, senza distinzione di caste sociali o di parentele, in quanto è permesso sposare una zia rimasta vedova o una cugina. Uomini e donne vestono alla stessa maniera: una tunica con un laccio in vita, una pelliccia per i mesi freddi, un berretto in testa. Le loro case sono di forma circolare, con una finestra accanto al camino per far uscire il fumo, ma sono costruite in modo tale da poter essere smontate in qualsiasi momento ed essere issate su un mulo da soma o un cavallo in caso di spostamenti rapidi o attacchi.
Capitolo 3: De cultu Dei, de hiis que credunt esse peccata, de divinationibus et purgationibus et ritu funeris.
Per quanto riguarda la religione, i Tartari credono in un Dio creatore di tutte le cose visibili e invisibili; essi costruiscono dei fantocci in stoffa che pongono davanti alla porta di casa a protezione delle abitazioni e nei pressi del loro bestiame a protezione delle mandrie. Adorano anche il sole, il fuoco e l'acqua. Non costringono gli stranieri a convertirsi alla loro religione. Le malefatte vengono punite a seconda di un uso consuetudinario che si trasmette oralmente, ad esempio l'omicidio non è considerato un peccato come presso i Cristiani. Credono che il fuoco purifichi ogni cosa, infatti ogni qual volta entra uno straniero o un ambasciatore con un dono per il sovrano, egli è costretto a passare con il suo dono su un sentiero ai cui lati si trovano delle torce ardenti. Quando uno di loro muore, innanzitutto deve lasciare questo mondo da solo, e poi viene seppellito insieme alla sua tenda, ai suoi tesori, a una giumenta e ad un cavallo da guerra; al suo fianco vengono posti un piatto di carne e latte. Esistono solo due cimiteri: uno per gli imperatori, i principi, i baroni e i capitani, l'altro per i morti in Ungheria.
Capitolo 4: De moribus bonis et malis, et consuetudinibus, et cibis eorum.
I Tartari obbediscono in tutto e per tutto al loro Signore; sono persone oneste, a tal punto che se trovano un cavallo che non è il loro lo riportano al legittimo proprietario. Resistono con stoicismo alle fatiche, specie alla mancanza di viveri, e durante la cavalcata non si lamentano mai del caldo, del freddo o del vento. Le donne sono caste e pudiche, ma hanno due grandi difetti: l'orgoglio e la superbia. L'ubriachezza è considerata una virtù, non un vizio. Mangiano carne di qualsiasi tipo: da quella equina, a quella dei cavalli e dei cani, e in caso di necessità anche quella umana. Durante i pasti non si servono di tovaglie o salviette; non hanno pane, ortaggi o legumi, ma bevono molto latte. Sono sporchi, infatti non lavano mai le loro vesti e dopo il pasto si puliscono le mani o sull'erba o sugli stivali. Gli uomini non si dedicano ad alcun lavoro, se non alla costruzione delle frecce, alla caccia e alla cura del bestiame. Tutti imparano a cavalcare a due o tre anni, non solo i maschi, ma anche le femmine, infatti le donne sanno cavalcare al pari degli uomini. Le donne si occupano di cucire vesti, pellicce e stivali per se stesse e per i familiari.
Capitolo 5: De principio Imperii Tartarorum et principum eorum, et dominio Imperatoris et principum eius.
La terra dei Mongoli si trova ad Oriente, ed è suddivisa tra quattro popolazioni che la abitano: il primo popolo è formato dagli Yekamongal, detti anche grandi Mongoli, il secondo è quello dei Sumongal, detti altresì Mongoli acquatici o Tartari, che devono il nome ad un fiume che attraversa il loro territorio, chiamato Tartur. I restanti due popoli sono i Merkit e i Mecrit.
Queste popolazioni abitano ognuna una zona del grande territorio dei Mongoli, ma hanno una lingua comune e formano un'unica entità. All'interno, ogni regione è suddivisa in province e ha i propri principi e sovrani.
Capitolo 6: De bello, et ordinatione acierum, et armis, et astuciis, et congregatione, et crudelitate captivorum, et oppugnatione munitionum, et perfida eorum in hiis qui se reddunt eisdem.
In caso di guerra, il comandante richiama le formazioni a schiera, la cui parte focale è quella dei decani. I guerrieri utilizzano come armi le frecce, le spade affilatissime e alcune volte con la lama ricurva. Qualsiasi disertore viene trucidato all'istante.
Capitolo 7: Quomodo faciunt hominibus pacem, et de terrarum nominibus quas subiugaverunt, et de tyrannide quam exercent in hominibus suis, et de terris que eis viriliter restiterunt.
Innanzitutto, per i Tartari la pace è contemplata solo in un caso, cioè quando sono loro a sottomettere un altro popolo. È proprio per questo motivo che molti popoli si recano da Kublai Khan a richiedere la pace, per paura di intavolare una guerra con un popolo così potente. Qualora poi, un popolo sottomesso non dovesse mantenere gli obblighi imposti dai trattati, l'ira dei Mongoli si abbatte su di loro attraverso una dichiarazione di guerra. Ne è un esempio il principe di Russia.
Capitolo 8: Quomodo bello Tartaris occurratur, et quid intendunt, et de armis et ordinatione acierum, et quomodo occurratur eorum astuciis in pugna, et munitione castrorum et civitatum, et quid faciendum est de captivis.
L'obiettivo dei Tartari è quello di sottomettere tutto il mondo, infatti Pullè scrive che in molte gesta mongole ritroviamo l'espressione “Dio in cielo e l'imperatore dei Tartari sulla Terra”. Ed è proprio in virtù di questo principio che i Tartari hanno dichiarato guerra al popolo cristiano, che viene da loro considerato come una popolazione subalterna da sottomettere in tutto e per tutto.
Capitolo 9: De provinciis et situ earum per quas transivmus, et de testibus qui nos invenerunt ibidem, et de curia Imperatoris Tartarorum et principum eius.
Questo capitolo è dedicato alla descrizione delle terre attraversate da frate Giovanni e dal suo compagno Benedetto. La loro prima tappa fu la Germania, dove dei servi attendevano l'autore e il suo compagno di viaggio Stefano di Boemia; poi partirono alla volta di Praga, alla corte del re Venceslao di Boemia, il quale consigliò loro quale fosse la via più veloce per giungere nelle terre dei Tartari: ovvero attraversare dapprima la Polonia e poi la Russia, con l'aiuto di alcuni membri della sua famiglia che abitavano quei luoghi. Grazie a loro è stato possibile entrare nei territori russi, in virtù di alcune lettere di raccomandazione. In seguito transitarono in Massovia, il cui Duca di Russia chiede informazioni sul loro viaggio e sulle motivazioni che spingevano i due viaggiatori a raggiungere la corte tartara; da lui appresero la consuetudine dei Mongoli per cui gli ambasciatori avrebbero dovuto porgere dei doni al sovrano. E per questo i due si arrangiarono, mettendo insieme le elemosine raccolte durante il viaggio, realizzando delle pellicce.

## Testimoni che tramandano l'Historia Mongalorum
I codici principali usati per l'edizione critica sono:
S = Luxembourg, Bibliothèque Nationale, 110 IV, ff. 175r-187v, sec. XIII.
R = Wroclaw, Biblioteka Zakladu Narodowego im. Ossolinskich, Rkp. 2044/II, cartaceo, sec. XV, ff. 1r-21v.
O = Oxford, Bodleyan Library, Digby 11, membranaceo, sec. XIV, ff. 62v-69r.
V = Wien, Österreichische Nationalbibliothek, lat. 362, membranaceo, sec. XIV, ff. 27r-36r.
L = London, British Library, Royal 13.A.XIV, membranaceo, sec. XIV, ff. 198r-213r.
M = Metz, Bibliothèque Municipale, 651, membranaceo, sec. XV, ff. 110r-117v.
La seconda redazione è tradita dai seguenti manoscritti:
C = Cambridge, Corpus Christi College, 181, membranaceo, sec. XII ex., ff. 279-320 (i fogli sono numerati progressivamente recto e verso).
D = Leiden, Bibliotheek der Rijksuniversiteit, 104, membranaceo, sec. XIV, ff. 144v-164r.
W = Wolfenbüttel, Herzog-August-Bibliothek, 41-Weiss. (4125), membranaceo, sec. XIV, ff. 236r-253r
T = Torino, Biblioteca Nazionale, lat. 1066, E.V.8 (L.IV.55), membranaceo, sec. XII/XIV, ff. 11rb-15rb.
Ci sono altri manoscritti che contengono l'opera di Giovanni di Pian del Carpine, che l'editore critico Menestò non è riuscito ad esaminare o lo ha ritenuto inutile:
1. Deventer, Athenäumbibliotheek, 339, sec. XV.
2. Hannover, Niedersächcische Landesbibliothek, 623, cart., sec. XVII.
3. Irkutsk, Universitetskaja Biblioteka, ms senza segnatura, sec. XIV.
4. Parigi, Bibliothèque National, Dupuy 686, cart., sec. XVII.
5. Tournay, Bibliothèque de l'Abbaye bènèdictine S. Martin, ms perduto.
6. Utrecht, Bibliotheek der Rijksuniversiteit, 737, cart., sec. XV.
7. Wroclaw, Biblioteka Zakladu Narodowego im Ossolińskich, Rkp, 6237/II, sec. XIX.

## Edizioni dell'opera
- Giovanni da Pian del Carpine, Historia Mongalorum, 1245-1247 
  -  Storia dei Mongoli, edizione critica del testo latino a cura di Enrico Menestò, traduzione italiana a cura di Maria Cristiana Lungarotti e note di Paolo Daffinà, introduzione di Luciano Petech, studi storico-filologici di Claudio Leonardi, Maria Cristiana Lungarotti, Enrico Menestò, Spoleto, Centro italiano di studi sull'alto medioevo, 1989, ISBN 99929-2-214-1.
  -  Storia dei Mongoli, traduzione italiana di Giovan Battista Ramusio, Finisterrae, 2007, ISBN 9781326497774.
  - Testo online della Historia Mongalorum, Firenze 1913 (edizione bilingue, latino e italiano).
  - G.Casti, Poema tartaro, Milano, Tipografia Francesco Pagnoni, 1871.
  -  Francesco Liverani, Fra Giovanni da Pian di Carpine nel contado di Magione, viaggiatore e descrittore di Tartaria e Mongolia nel secolo XIII. Monografia di Monsignor Francesco Liverani, Perugia, Tipografia V. Bartelli, 1876.
  - G.Pullè, Historia Mongalorum - viaggio di F. Giovani da Pian del Carpine ai Tartari 1245-1247, Firenze, Tipografia G. Carnesecchi e figli, 1913.
  - Giovanni da Pian del Carpine, "HISTORIA MONGALORUM", 1245-1247 ("Storia dei Mongoli", Edizione Critica, Spoleto, Centro italiano di Studi sull'Alto Medioevo, 1989) traduzione in mongolo di Lkhagvajav Nyamaa, 2006.